# 香港博物館列表
本列表列出香港營運中的博物館。根據国际博物馆协会的定義，博物館是為社會服務的非營利性常設機構，負責研究、收藏、保護、闡釋和展示物質與非物質遺產。它向公眾開放，具有可及性和包容性，促進多樣性和可持續性。博物館以符合道德且專業的方式進行運營和交流，並在社會各界的參與下，為教育、欣賞、深思和知識共享提供多種體驗。截至2025年，香港至少有70所營運中的博物館。

## 歷史

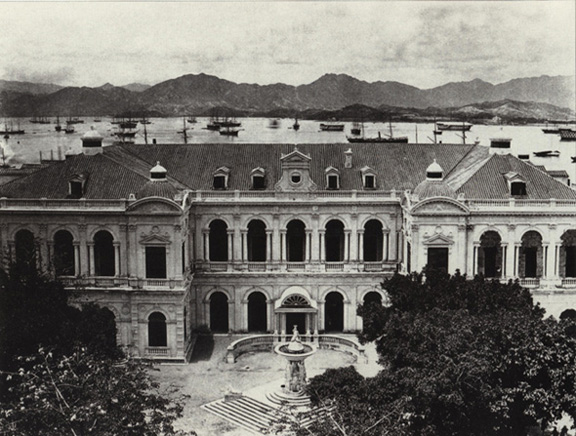
舊香港大會堂，內設舊大會堂博物院

香港第一所博物館是設於舊香港大會堂內的大會堂博物院，於1869年啟用，是當時香港唯一一所符合現代博物館定義的博物館。該博物院經營60多年，於1933年結束營運，使香港經歷了約20年沒有博物館服務的日子。
1950年代起，多間博物館先後落成啟用。1953年，香港大學馮平山博物館（今香港大學美術博物館）落成啟用，成為香港首家私營博物館。1957年，李鄭屋漢墓展覽廳（今李鄭屋漢墓博物館）開放予公眾參觀，而大會堂美術博物館（今香港藝術館）則於1962年開幕，是香港第一所公營美術館。
2001年起，為響應國際博物館協會的國際博物館日及推廣香港博物館的活動和服務，康樂及文化事務署會聯同其他政府機構博物館以及一些民間博物館，於每年5月中旬舉辦「香港國際博物館日」，直至2019年。另外，康樂及文化事務署從2015年起，每年舉辦香港博物館節，至今已舉辦了十屆。

## 康樂及文化事務署轄下博物館
康樂及文化事務署目前共管理15所博物館，是香港最主要的博物館服務提供者。
| 名稱                 | 照片 | 啟用年份 | 地址                         | 簡介 | 參考                        |
| -------------------- | ---- | -------- | ---------------------------- | --- | --------------------------- |
| 李鄭屋漢墓博物館     |      | 1957年   | 深水埗東京街41號             | 李鄭屋漢墓於1955年被發現，當時政府為興建徙置大廈而平整李鄭屋村的山坡。根據墓室結構、墓磚銘文及出土文物，此墓被認為建於東漢時期。該墓於1988年被列為法定古蹟，並獲永久保存。雖然基於保護原因，墓室不開放予公眾參觀，但訪客仍可透過入口通道的玻璃面板一窺墓室內部。展覽館建於墓室旁邊，除展出從墓中發掘的陶器及青銅器外，還設有「李鄭屋漢墓」展覽，透過文字、圖像、照片、地圖、影片及模型，介紹墓地的地理狀況、發現過程及結構。該館從1975年起名為“歷史博物館李鄭屋分館”，直至1998年7月1日易名為“李鄭屋漢墓博物館”。 | [ 6 ] [ 13 ] [ 14 ]         |
| 香港藝術館           |      | 1962年   | 尖沙咀梳士巴利道10號         | 該館前身為大會堂美術博物館，於1962年成立，是香港第一所公營美術館，1969年更名為香港博物美術館，1975年7月分拆成為香港藝術館，1991年遷至現址。藝術館於2015年8月3日起閉館進行翻新擴建，2019年11月30日重新開放。 | [ 15 ] [ 16 ] [ 17 ] [ 18 ] |
| 香港歷史博物館       |      | 1975年   | 尖沙咀漆咸道南100號          | 該館以香港的歷史為主題。該館前身是香港大會堂美術博物館，於1975年分拆為香港藝術館和香港博物館。後者最初租用尖沙咀星光行的場地，1983年遷至九龍公園的臨時館址，於1998年易名為香港歷史博物館，並遷至現址。 | [ 19 ] [ 20 ]               |
| 香港太空館           |      | 1980年   | 尖沙咀梳士巴利道10號         | 香港太空館於1977年開始興建，由建築署署長李銘根擔任總建築師，是香港第一所以推廣天文及太空科學為主題的博物館。其獨特的蛋形外殼使這座建築成為香港的著名地標。該館分為東、西兩翼。東翼是太空館的核心部分，擁有蛋形圓頂結構，內設太空劇場、宇宙展廳、全天域電影放映室、工作坊及辦公室，西翼則設有太空探索展廳、演講廳、禮品店及辦公室。 | [ 21 ] [ 22 ]               |
| 上窰民俗文物館       |      | 1984年   | 西貢北潭涌自然教育徑         | 該館佔地500平方米，原本是一座建於19世紀末的客家村落——上窰村。該村及其相鄰的石灰窰於1981年被列為法定古蹟。修復後，村落於1984年作為博物館開放。修復後的村落包括住宅、豬舍、牛棚、一座六米高的更樓、寬敞的曬場，以及農具和客家人日常用品等展品，重現了上窰村鼎盛時期的鄉村生活。 | [ 23 ] [ 24 ]               |
| 茶具文物館           |      | 1984年   | 中區紅棉路10號（香港公園內） | 茶具文物館專門從事茶具及相關文化的收藏、展示與研究。該館的收藏基礎源自羅桂祥博士於1981年捐贈的茶具，這些珍寶包含約600件西周至20世紀的陶瓷及紫砂茶器與相關文物，同時活化了這座獲選為館址的歷史建築。其後於1994年，羅桂祥基金會更慷慨捐贈25件稀有陶瓷器及羅博士珍藏的600餘方印章予該館，此項捐贈促成了羅桂祥茶藝館的設立。現址原名為「旗杆屋」，又名司令總部大樓，在1978年以前為駐港英軍總司令官邸。這棟兩層高的希臘復興式建築建於1844年至1846年間，是香港現存最古老的西式建築，於1989年被列為法定古蹟。           | [ 25 ] [ 26 ]               |
| 香港鐵路博物館       |      | 1985年   | 大埔大埔墟崇德街13號         | 香港鐵路博物館坐落於大埔墟市中心，是一座佔地約6,500平方米的露天博物館，由舊大埔墟火車站改建而成。這座建於1913年的站舍採用中國傳統建築的坡屋頂設計，於1984年被列為法定古蹟，並於1985年修復後開放為博物館。 | [ 27 ] [ 28 ]               |
| 三棟屋博物館         |      | 1987年   | 荃灣古屋里2號                  | 三棟屋位於三棟屋村，是一座有200年歷史的客家圍村建築，於1981年被列為法定古蹟，經修復後於1987年改建成三棟屋博物館開放予公眾參觀。三棟屋博物館佔地2000平方米，其對稱布局猶如棋盤，中軸線上設有門廳、中廳及祠堂，中心為四間獨立居所，兩側及後方均被排屋圍繞。2016年6月，非物質文化遺產辦事處在三棟屋博物館設立「香港非物質文化遺產中心」，旨在透過展覽、講座、研討會、示範及工作坊等教育及宣傳活動，提升公眾對非物質文化遺產的認識和關注。                                                                           | [ 29 ] [ 30 ]               |
| 羅屋民俗館           |      | 1990年   | 柴灣吉勝街14號               | 這座村屋歷史可追溯至200多年前，羅氏家族於清朝乾隆年間所建。1989年，羅屋被列為法定古蹟，作為柴灣僅存同類建築範例得以保存。羅屋是典型客家村屋，內部以正廳為中軸對稱布局，兩側設有臥室及閣樓工作區。廳前為天井，兩側分別是廚房與儲藏室。為重現昔日生活場景，屋內陳列了從博物館館藏精選的鄉村家具、器皿及農具。羅屋露天場地設有圖文解說牌，介紹柴灣歷史、羅屋沿革與建築特色，以及客家人的習俗。 | [ 31 ] [ 32 ]               |
| 香港科學館           |      | 1991年   | 尖沙咀東科學館道2號          | 該館以科學為主題，於1976年由現時已解散的市政局計劃興建，並於1980年代完成進一步研究，選址九龍尖沙咀東。該館的興建工程於1980年開始，於1991年4月18日正式啟用，由時任香港總督衛奕信爵士主持揭幕儀式。 | [ 33 ] [ 34 ]               |
| 香港抗戰及海防博物館 |      | 2000年   | 筲箕灣東喜道175號            | 該館前身為香港海防博物館，於2000年開放，當時以香港的海防歷史為主題。2024年，該館易名為香港抗戰及海防博物館，以「抗戰」與「海防」為核心主題，重點展現抗日戰爭歷史及香港海防軍事變遷，彰顯保家衛國精神，深化國民身分認同與愛國情懷。常設展覽設有11個展廳，呈現香港抵禦日本侵華的歷史，以及從唐朝至1997年回歸祖國期間與國家海防軍事變遷的密切關聯。其中特別設立四個「抗日戰爭展廳」，涵蓋日本侵華史、香港淪陷、東江縱隊港九大隊地下抗戰與游擊隊員貢獻，以及日本投降等歷史。                                         | [ 35 ] [ 36 ] [ 37 ]        |
| 香港文化博物館       |      | 2000年   | 沙田文林路1號                | 該館涵蓋歷史、藝術和文化等範疇，透過常設展覽館及專題展覽館的多元化展覽及節目，讓參觀者在欣賞文物之餘，還可以參與其中活動，寓學習於消閒。 | [ 38 ] [ 39 ]               |
| 香港電影資料館       |      | 2001年   | 西灣河鯉景道50號             | 香港電影資料館的籌劃辦事處成立於1993年，於2001年1月竣工並開放予公眾使用。該建築樓高五層，總面積達7,200平方米，設施包括迷你影院、展覽廳、資源中心、藏品庫及修復實驗室。該館主要工作是蒐集電影文物。為提升大眾對電影文化遺產的認識，該館定期舉辦電影放映、展覽、研討會及出版專題書籍。該館也是國際電影資料館聯合會的正式會員。 | [ 40 ] [ 41 ]               |
| 孫中山紀念館         |      | 2006年   | 中環衛城道7號                | 該館前身是何甘棠的住宅“甘棠第”，後改建為四層博物館，於2006年開放予公眾，樓面面積達2,560平方米。館內設有兩個常設展覽，展示多件珍貴歷史文物，並輔以豐富的視聽節目，全面概述孫中山的生平事蹟，以及香港在19世紀末至20世紀初的改革運動和革命活動中所扮演的重要角色。該館自2024年5月1日起暫停開放，進行維修和改善工程。 | [ 42 ] [ 43 ] [ 44 ]        |
| 葛量洪號滅火輪展覽館 |      | 2007年   | 鰂魚涌公園                   | 消防船葛量洪號於1953年投入服務。在2002年退役前，它一直擔任香港消防處消防船隊的旗艦，負責處理香港水域及沿岸的火警召喚及救援工作。葛量洪號由黃埔船塢建造，除了是香港海上救援歷史的長久見證外，亦標誌着1950年代香港造船業的成就。鑑於葛量洪號的深厚歷史意義，香港歷史博物館將其納入館藏，並改建成專門的葛量洪號滅火輪展覽館，於2007年開放予公眾參觀。展覽館面積達1,200平方米，展出多件獨特的消防文物，並透過多媒體形式提供豐富資訊，加深訪客對香港海上救援工作的認識。                                              | [ 45 ] [ 46 ]               |

## 其他政府部門及公營機構轄下博物館
下表列出香港其他政府部門及公營機構轄下的博物館。
| 名稱                           | 照片 | 啟用年份 | 管理部門         | 地址                   | 簡介 | 參考                 |
| ------------------------------ | ---- | -------- | ---------------- | ---------------------- | --- | -------------------- |
| 警隊博物館                     |      | 1988年   | 香港警務處       | 山頂甘道27號           | 1964年，警察歷史紀錄委員會成立，負責推行博物館計劃，並徵集與警隊相關的文物，獲得現職及退休警務人員及其家屬的熱烈響應。1984年，政府批准重建位於山頂甘道的舊灣仔峽警署，總面積達570平方米，作為警察博物館的永久館址。修復工程完成後，該館於1988年正式向公眾開放。警察博物館的活化工程於2020年年中展開，並自2022年9月15日起再度開放。 | [ 47 ] [ 48 ] [ 49 ] |
| 獅子會自然教育中心             |      | 1991年   | 漁農自然護理署   | 西貢對面海蕉坑         | 該中心佔地約16公頃，設有五個展覽館和多個戶外特色展區，包括「昆蟲館」、「貝殼館」、「漁館」、「農館」和「地質公園遊客中心」。 | [ 50 ] [ 51 ]        |
| 香港歷史檔案館                 |      | 1997年   | 政府檔案處       | 觀塘翠屏道13號         | 香港歷史檔案大樓是香港第一座專門為收藏歷史檔案而興建的大樓，致力保存香港政府的歷史檔案，並在館內舉辦展覽會、研討會、工作坊以及讓各團體申請參觀。 | [ 52 ] [ 53 ]        |
| 香港懲教博物館                 |      | 2002年   | 懲教署           | 赤柱東頭灣道45號       | 香港懲教博物館樓高兩層，佔地約480平方米，設有10間展覽室、2間模擬囚室及1座模擬絞刑台，博物館內有逾600多件展覽品，頂部有一座模擬監獄瞭望塔。 | [ 54 ] [ 55 ]        |
| 香港文物探知館                 |      | 2005年   | 古物古蹟辦事處   | 尖沙咀海防道九龍公園   | 香港文物探知館展示香港的文物建築專題及最新的考古發現等，並舉辦專題講座、工作坊及導賞活動等活動，以促進大眾對香港文物的認識。該館前身是威菲路軍營S61及S62座。 | [ 56 ]               |
| 屏山鄧族文物館暨文物徑訪客中心 |      | 2007年   | 古物古蹟辦事處   | 元朗屏山坑頭村         | 文物館由1899年4月22日落成的舊屏山警署改建而成，是新界現存的戰前警署之一。該館介紹屏山鄧氏的歷史文化和屏山文物徑的歷史建築。 | [ 57 ] [ 58 ]        |
| 展城館                         |      | 2012年   | 規劃署           | 中環愛丁堡廣場3號地下  | 該館以城市規劃與大型基礎設施為主題，介紹香港主要的規劃建議和基建項目，以及未來發展方向。 | [ 59 ] [ 60 ]        |
| 火山探知館                     |      | 2014年   | 漁農自然護理署   | 西貢海濱公園           | 該館以全球和香港的六角形岩柱及其形成過程及與火山相關知識為主題，展出本地和世界各地的岩石標本，讓公眾更了解該區的地質歷史。 | [ 61 ] [ 62 ]        |
| 消防及救護教育中心暨博物館     |      | 2016年   | 消防處           | 將軍澳百勝角路11號     | 該館設於消防及救護學院內，設有四層展示廳，展示各個年代的滅火救援工具和車輛，包括消防車及救護車，以向市民介紹消防歷史、消防服務及救護服務。 | [ 63 ] [ 64 ]        |
| 鴨洲故事館                     |      | 2018年   | 漁農自然護理署   | 鴨洲73號               | 該館由鴨洲漁民子弟學校改建而成，展示漁民文化及遺產，以及昔日鴨洲聚落的生活方式，並由村民擔當導賞員，講述鴨洲過去的故事。 | [ 65 ] [ 66 ]        |
| 滘西村故事館                   |      | 2019年   | 漁農自然護理署   | 滘西洲滘西漁民村6號A   | 該館展出當地的捕魚生活方式、各類文物，以及客家中草藥標本等一系列展品，向遊客呈現滘西村的歷史與文化，同時藉以提高市民的自然保育意識。 | [ 67 ] [ 68 ]        |
| 吉澳故事館                     |      | 2019年   | 漁農自然護理署   | 吉澳大街143號          | 該館設於島上最古老的歷史建築物天后宮內，以深入淺出的方式介紹吉澳的文化、歷史、故事與習俗。 | [ 69 ] [ 70 ]        |
| M+                             |      | 2021年   | 西九文化區管理局 | 西九文化區博物館道38號 | M+是一家當代視覺文化博物館，主要收藏、展示與詮釋20及21世紀的視覺藝術、設計及建築、流動影像，以及香港視覺文化。大樓總面積為65000平方米，當中展覽空間達佔17000平方米，設有33個展廳。 | [ 71 ] [ 72 ]        |
| 小瀛故事館                     |      | 2021年   | 漁農自然護理署   | 荔枝窩村               | 該館設於小瀛學校擴建校舍的舊址，透過慶春約及七村簡史、小瀛學校、太平清醮、農耕與貿易等四大主題， 向遊客全面介紹其歷史文化和多元的生活環境。 | [ 73 ] [ 74 ]        |
| 荔枝窩故事館                   |      | 2021年   | 漁農自然護理署   | 荔枝窩村10號           | 該館以四大主題（生活作息、傳統醫術、客家歌曲及婚嫁習俗）呈現客家村落文化，透過多媒體展示和展品，深入介紹荔枝窩村民的生活。 | [ 75 ] [ 76 ]        |
| 香港故宮文化博物館             |      | 2022年   | 西九文化區管理局 | 西九文化區博物館道8號  | 該館展示故宮博物院及世界各地的珍貴藏品，大樓以現代建築設計，並與文化掛鈎，手法體現三大元素，包括傳統中國視藝文化、傳統中國空間文化及當代香港都市文化。博物館佔地約一萬平方米，樓高6層。 | [ 77 ] [ 78 ]        |

## 私營博物館
下表列出由私營機構（包括大學、慈善機構、私人收藏家、家族基金等）管理的博物館。

| 名稱                                   | 照片 | 啟用年份 | 管理組織                   | 地址                                         | 簡介 | 參考                          |
| -------------------------------------- | ---- | -------- | -------------------------- | -------------------------------------------- | --- | ----------------------------- |
| 香港大學美術博物館                     |      | 1953年   | 香港大學                   | 薄扶林般咸道90號                             | 該館是香港現存歷史最悠久的博物館，最先稱「馮平山博物館」，於1994年改稱「香港大學美術博物館」。該館蒐藏許多具歷史價值的中國藝術品，主要分青銅器、陶瓷和繪畫三類，年代上至新石器時代，下迄清代，當中亦包括明代至二十一世紀的國畫和現代畫。 | [ 4 ] [ 5 ]                   |
| 東華三院文物館                         |      | 1971年   | 東華三院                   | 窩打老道25號廣華醫院                         | 該館前身是廣華醫院大堂，後改建為文物館，收藏和整理與東華三院有關的文物及檔案。文物館於2010年被列為法定古蹟，於2016年起因廣華醫院重建工程暫時關閉。                                                                                       | [ 79 ] [ 80 ] [ 81 ]          |
| 香港中文大學文物館                     |      | 1971年   | 香港中文大學中國文化研究所 | 沙田香港中文大學林蔭大道                     | 該館擁有超過16,000件藏品，橫跨新石器時代至近代，包括碑貼拓本、宜興紫紗、貿易陶瓷和書畫等等，大部份由海內外的收藏家以及文化單位捐贈。 | [ 82 ] [ 83 ]                 |
| 香港醫學博物館                         |      | 1996年   | 香港醫學博物館學會         | 上環半山堅巷2號                              | 該館前身是成立於1906年的香港細菌學院，以應付當時流行的鼠疫，於1990年被列為法定古蹟，後改建為博物館。該館主要收集和保存與香港醫學發展有關的文物，現時設有多個展覽廳，介紹香港醫科學術的發展歷史和昔日疾病被撲滅的情況。                   | [ 84 ] [ 85 ]                 |
| 香港賽馬博物館                         |      | 1996年   | 香港賽馬會                 | 跑馬地馬場快活看台2樓                        | 該館展現香港賽馬史，展出了許多歷史獎座與賽馬器具等文物。該館展品包括三屆香港馬王「祿怡」的骨架，和首匹於同一馬季贏得香港三冠大賽總冠軍的香港馬王「翠河」的標本。該館正進行優化工程，暫停開放。                                           | [ 86 ] [ 87 ]                 |
| 童軍文物廊                             |      | 1996年   | 香港童軍總會               | 柯士甸道童軍徑香港童軍中心11樓               | 該館以世界童軍運動的起源及發展歷程，和香港童軍發展歷史為主題，展出有歷史價值的童軍文物，加強童軍成員的歸屬感。 | [ 88 ] [ 89 ]                 |
| 保良局歷史博物館                       |      | 1998年   | 保良局                     | 銅鑼灣禮頓道66號                             | 該館位於一級歷史建築保良局中座大樓，積極蒐集、編整、保護和復修保良局的文物檔案，以向公眾推廣該局的慈善公作。 | [ 90 ] [ 91 ]                 |
| 香港杜莎夫人蠟像館                     |      | 2000年   | 默林娛樂                   | 山頂道128號凌霄閣P101號舖                    | 該館是杜莎夫人蠟像館在亞太區設立的首個分館，設有多個展區，展出超過100尊國際及本地名人的蠟像，包括李嘉誠、鄧小平、楊紫瓊、玄彬等。 | [ 92 ] [ 93 ]                 |
| 稻鄉飲食文化博物館                     |      | 2002年   | 稻香集團                   | 沙田火炭坳背灣街13號1樓                      | 該館前身為“人類飲食博物館”，由羅金成及其友人合資創辦，原址位於粉嶺，但因缺乏資金，最終由稻香集團注資接辦，後遷往現址。該館現時佔地約5,000平方呎，分為稻米區、匙筷區、香料區、大自然區及世界奇趣區等五個展區。                            | [ 94 ] [ 95 ] [ 96 ] [ 97 ]   |
| 香港海事博物館                         |      | 2005年   | 香港海事博物館基金會       | 中環8號碼頭                                  | 該館原位於赤柱美利樓地下，於2013年遷往現址。該館設有4座展覽廳，以介紹香港港口、中國海事文化及廣州海上貿易等，展示南中國沿岸的航運歷史及香港從中所扮演的角色。該館是香港唯一獲得政府直接資助的私營博物館。                                | [ 98 ] [ 99 ] [ 100 ] [ 101 ] |
| 法國巴黎銀行伯大尼博物館               |      | 2007年   | 香港演藝學院               | 薄扶林道139號                                | 伯大尼修院是法定古蹟，於2003年批予演藝學院進行復修及闢作校址，地窖在復修後改建成博物館，介紹巴黎外方傳教會在亞洲過去三個世紀的傳教歷史。                                                                                                 | [ 102 ] [ 103 ]               |
| 香港浸會大學孔憲紹博士伉儷中醫藥博物館 |      | 2007年   | 香港浸會大學               | 九龍塘浸會大學道7號賽馬會中醫藥學院大樓地下  | 該館佔地472平方米，以中醫藥為主題，分為中醫展覽廳及中藥標本中心，並推動中醫藥在香港的發展。 | [ 104 ] [ 105 ]               |
| 香港故事館                             |      | 2007年   | 聖雅各福群會               | 灣仔石水渠街72A號地舖                        | 該館位於藍屋，前身為灣仔民間生活館，於2012年易名。該館舉辦多元化的社區文化活動，包括展覽、工作坊、社區導賞等，推廣本土文化特色。 | [ 106 ] [ 107 ]               |
| 聖士提反書院文物館                     |      | 2008年   | 聖士提反書院               | 赤柱東頭灣道22號聖士提反書院                 | 該館是聖士提反書院文物徑的一部分，香港日佔時期期間成為赤柱拘留營的一部分，為二級歷史建築，收藏校史與拘留營時期的相關文物。 | [ 108 ] [ 109 ]               |
| 香港大學許士芬地質博物館               |      | 2009年   | 香港大學                   | 薄扶林道香港大學厲樹雄科學館地下及1樓        | 該館是香港第一所地質博物館，收藏超過1萬個樣本，包括礦物、岩石和化石標本，並設有4個主題專區。 | [ 110 ] [ 111 ]               |
| 香港教育博物館                         |      | 2009年   | 香港教育大學               | 大埔露屏路10號香港教育大學D1座平台           | 該館以教育為主題，旨在收藏、保存、研究及展示有關香港教育歷史、文化及發展的文物，並定期舉辦與香港教育史相關的專題展覽。 | [ 112 ] [ 113 ]               |
| 中國佛教藝術珍寶館                     |      | 2010年   | 法住機構                   | 觀塘興業街20號12樓                           | 該館收藏中國古代木雕佛像，以「護持文化，愛護文物」的初心，讓年代久遠之中國佛教藝術珍品繼續散發光芒。館內設置了五個展區，分別為須彌殿、慈悲殿、梵天殿、淨思殿及青銅器館。                                                                 | [ 114 ] [ 115 ]               |
| 饒宗頤文化館                           |      | 2012年   | 香港中華文化促進中心       | 美孚青山道800號                              | 該館由擁有過百年歷史的三級歷史建築群“前荔枝角醫院”改建，以「文化傳承」為主題，佔地約32,000平方米，於2012年起分階段開放，並於2014年正式開幕。                                                                                             | [ 116 ] [ 117 ]               |
| 麥禮賢夫人藝術館                       |      | 2012年   | 亞洲協會香港分會           | 金鐘正義道9號                                | 該館位於亞洲協會香港中心，前身為域多利軍營軍火庫，活化後成為一個達至國際博物館標準的現代展覽空間。 | [ 118 ] [ 119 ]               |
| 美荷樓生活館                           |      | 2013年   | 香港青年旅舍協會           | 深水埗巴域街70號石硤尾邨41座                 | 美荷樓是一座徙置大廈，是唯一被保留下來的第一代公共房屋，於2013年被活化為青年旅舍及博物館。該館展示1950年代起香港的社區發展、生活環境變化和人文面貌。                                                                                     | [ 120 ] [ 121 ]               |
| 皇者仁風校史館                         |      | 2013年   | 皇仁書院                   | 香港高士威道120號皇仁書院2樓                 | 皇仁書院是香港首家官立中學，該校於2013年設立校史館，並於2017年翻新，收藏不同年代的學校文件和文物，藉此提高同學和市民大眾對該校歷史的認識。                                                                                               | [ 122 ] [ 123 ]               |
| 賽馬會氣候變化博物館                   |      | 2013年   | 香港中文大學               | 沙田香港中文大學康本國際學術園8樓            | 該館為全球首間以氣候變化為主題的博物館，藏有大量李樂詩從世界各地收集珍藏，設有常設展覽介紹極地氣候及環境保護科技等，並不定期設有專題展覽項目。                                                                                           | [ 124 ] [ 125 ] [ 126 ]       |
| 香港中文大學大學校史館                 |      | 2013年   | 香港中文大學               | 沙田香港中文大學圖書館地下                   | 該館前稱大學展覽廳，由郭得勝基金贊助，於2022年易名。該館展出數百份歷史照片、文物、錄像及多媒體內容等展品，讓公眾認識中大的發展歷程及成就。                                                                                               | [ 127 ]                       |
| 夏達華聖經世界                         |      | 2014年   | 夏達華研道中心             | 粉嶺崇謙堂村5A                               | 該館以《聖經》為主題，為讓信徒更了解《聖經》的教導而設，分為文物展館及聖經花園，當中展館分為5個區域。 | [ 128 ] [ 129 ]               |
| 新亞校史館                             |      | 2014年   | 新亞書院                   | 沙田香港中文大學新亞書院誠明館地下           | 該館以文字、圖片、珍貴文物及多媒體裝置展示新亞書院不同時期的發展歷程，當中有藏品由校友捐贈，讓社會各界認識新亞書院的起源、發展與教育目標。                                                                                               | [ 130 ] [ 131 ] [ 132 ]       |
| F11攝影博物館                          |      | 2014年   | 蘇彰德                     | 跑馬地毓秀街11號                             | 該館所屬建築物為戰前三層高的洋樓，為三級歷史建築，透過精心策劃的稀有相機、書籍和照片展覽來推廣攝影藝術。 | [ 133 ] [ 134 ]               |
| 兩依藏博物館                           |      | 2014年   | 馮耀輝                     | 上環荷李活道181-199號                        | 該館收藏明清古董家具，大部份在荷李活道購入，部份館藏曾於世界各地博物館展出，包括國立歷史博物館及北京故宮博物院。 | [ 135 ] [ 136 ]               |
| 一新美術館                             |      | 2015年   | 孫少文基金會               | 西營盤西源里1號瑧蓺地下及1樓                 | 該館致力促進公眾對中國文化藝術的認識和鑑賞，主要以收藏家、藝術家和其他文化機構借出的展品舉辦專題展覽。該館原位於觀塘SML商業大廈4樓，於2024年10月遷往現址。                                                                               | [ 137 ] [ 138 ]               |
| 鞍山探索館                             |      | 2015年   | 基督教香港信義會社會服務部 | 馬鞍山村上村35號                             | 該館前身為馬鞍山礦村及禮拜堂，後改建為歷史文化體驗館，讓公眾人士探索及認識馬鞍山的「工業遺產」、「礦村遺產」、「宗教遺產」及「自然價值」。                                                                                               | [ 139 ] [ 140 ]               |
| 石屋家園                               |      | 2015年   | 永光鄰舍關懷服務隊         | 九龍城聯合道133號                            | 石屋家園前身是建於1940年代的寮屋區，為三級歷史建築，是發展局「活化歷史建築伙伴計劃」中的其中一個項目。石屋家園設有文物探知中心及旅遊資訊中心，介紹九龍城區的歷史。                                                                       | [ 141 ] [ 142 ]               |
| 香港毛筆博物館                         |      | 2017年   | 香港毛筆博物館協會         | 土瓜灣道明倫街22A地下舖                      | 該館由皇家御用胎毛筆第五代傳人張虹霓設立，展出來自不同地方、年代、物料製作的毛筆，並主辦多項毛筆文化教育推廣活動。 | [ 143 ] [ 144 ]               |
| 香港兒童探索博物館                     |      | 2018年   | 本賢                       | 筲箕灣道163號Island Walk地下E室及1樓         | 該館是香港第一所兒童博物館，讓兒童在遊玩中學習，促進孩子和家庭在語言、科學、技術、工程、藝術、數學、文化及環保上的意識，培養孩子的自主學習態度，面積約5500平方呎。                                                                       | [ 145 ] [ 146 ]               |
| 香港新聞博覽館                         |      | 2018年   | 香港新聞教育基金           | 中環必列者士街2號                            | 該館前身為必列啫士街街市，是一座歷史建築。該館設有專題展覽區，介紹香港開埠以來新聞行業的發展，並透過新聞片段帶出香港百多年來在政治、經濟及社會的變化，更是亞洲首個以新聞作主題的博覽館。                                                 | [ 147 ] [ 148 ]               |
| 六廠紡織文化藝術館                     |      | 2019年   | 六廠基金會                 | 荃灣白田壩街45號南豐紗廠                     | 該館是一家紡織文化藝術館，透過策劃多元項目，包括展覽與共學計劃兩大類型，連結當代藝術、設計與歷史，向紡織業於過去推動香港社會及經濟進步的貢獻致敬，同時挑戰大眾對紡織藝術的傳統想法。                                                     | [ 149 ] [ 150 ]               |
| 慈山寺佛教藝術博物館                   |      | 2019年   | 慈山寺有限公司             | 慈山寺觀音聖像底蓮台內                       | 該館收藏各地珍貴的佛教造像及文物，致力融合佛教文化與藝術，提供培育心靈成長的平台。該館是目前香港唯一一間以佛教藝術為展覽主題的博物館及學術研究基地。                                                                                     | [ 151 ] [ 152 ]               |
| 香港生物多樣性博物館                   |      | 2021年   | 香港大學                   | 薄扶林道香港大學嘉道理生物科學大樓2樓2S-18室 | 該館是香港首個以生物多樣性為主題的博物館，致力推廣環境教育和欣賞生物多樣性，擁有超過9000個動物標本。 | [ 153 ] [ 154 ]               |
| 合味道紀念館香港                       |      | 2021年   | 日清食品                   | 尖沙咀廣東道33號中港城2樓26—35號             | 該館佔地近1萬平方呎，除設有展覽外，亦設有3個體驗式工作坊，讓參加者親手設計食品的包裝及材料配搭。 | [ 155 ] [ 156 ]               |
| 托勒密博物館                           |      | 2021年   | 韓鵬                       | 葵芳貨櫃碼頭路77—81號Magnet Place 1座603室   | 該館以科學、藝術、歷史三維視野構建獨特的收藏與展覽體系，通過收藏、研究、展覽、教育四位一體的業務模式，與公衆分享人類探索宇宙與自然的大歷史與小趣味。                                                                                     | [ 157 ] [ 158 ]               |
| 將軍澳風物汛                           |      | 2022年   | 基督教靈實協會             | 將軍澳寶琳南路160號                          | 由舊調景嶺警署改建而成，主要記述調景嶺居民過往的生活點滴，並為身心障礙人士提供工作機會，內有四個展廳。 | [ 159 ] [ 160 ]               |
| 大坑火龍文化館                         |      | 2022年   | 大坑火龍文化館有限公司     | 銅鑼灣大坑書館街12號                         | 該館前身為「孔聖義學」，設有展覽廳介紹大坑舞火龍的歷史、起源、火龍紥作工藝和典故、舞火龍路線等，以及大坑作為傳統客家村落和該建築物本身的特色。                                                                                           | [ 161 ] [ 162 ]               |
| 中電鐘樓文化館                         |      | 2023年   | 中華電力有限公司           | 何文田亞皆老街147號                          | 該館由一級歷史建築中電鐘樓活化而成，設有3個展區，主題分別為電力發展、嘉道理家族及非物質文化遺產。 | [ 163 ] [ 164 ]               |
| 古魏博物館                             |      | 2024年   | Sapientia基金會            | 黃竹坑道21號環匯廣場33樓全層                 | 該館是南區第一所私人博物館，展示中外不同地域的各種珍貴文物，希望透過藏品傳播中外文化知識。 | [ 165 ] [ 166 ]               |
| 香港文學舘                             |      | 2024年   | 香港文學館管理有限公司     | 灣仔茂蘿街7號3樓                             | 該館是香港第一所以文學為主題的博物館，由香港作家聯會於2004年起倡議，於爭取多年後成功建立，設有常設展覽廳、兒童故事室和香港文學閱讀室等，向公眾和遊客介紹香港文學作品。                                                                   | [ 167 ] [ 168 ]               |

## 備註
1. ↑  包括暫時關閉進行翻新工程的博物館。
2. ↑  香港文學生活館雖比該館早成立，但生活館的館址以活動與辦公功能為主，甚少在館址舉行展覽，因此不符合博物館定義。

## 外部連結
- 香港博物館 | 遊覽博物館探索香港歷史 搖身成為歷史達人 （页面存档备份，存于）